# 호튼 (영화)
호튼(Horton Hears a Who!)은 블루 스카이 스튜디오에서 제작하고 20세기 폭스에서 배급한 미국의 애니메이션 영화이다.

## 줄거리
누울 정글의 괴짜 자연 교사인 코끼리 호튼은 떠다니는 먼지 알갱이에서 나는 작은 비명 소리를 듣고 그것을 쫓아 꽃 위에 놓는다. 호튼은 그 먼지 알갱이가 후빌이라는 도시와 그 주민들인 후족들을 품고 있다는 것을 알게 되는데, 이들은 시장 네드 맥도드에 의해 이끌린다. 그의 가족은 아내 샐리, 이름이 모두 H로 시작하는 96명의 딸, 그리고 조조라는 십대 아들로 이루어져 있다. 조조는 가장 나이가 많은 자녀이자 시장직의 다음 계승자임에도 불구하고 다음 시장이 되기를 원하지 않으며, 아버지를 실망시킬까 두려워 말을 하지 못한다.
호튼이 먼지 알갱이를 가지고 다니기 시작하자, 도시는 이상한 현상들(지진과 기상 변화)을 겪기 시작하고, 시장은 도시 의회, 즉 기회주의적이지만 오만한 의장이 이끄는 의회로부터 후빌에 경고하려는 시도가 도전을 받는다.
호튼과 연락을 취한 후, 시장은 메리 루 라루 박사로부터 호튼이 먼지 알갱이가 머물 안전한 장소를 찾지 못하면 후빌이 파괴될 것이라는 것을 알게 된다. 가장 친한 친구인 쥐 모턴의 도움으로 호튼은 정글에서 가장 안전한 장소인 누울 산 정상에 먼지 알갱이를 놓기로 결정한다. 정글의 우두머리인 시큼한 캥거루는 호튼이 아이들에게 무관심한 영향을 미치고 루디를 주머니 교육시키는 것에 분개하며, 여러 번 호튼에게 자신의 권위를 무시한다며 먼지 알갱이를 포기하라고 요구하지만 호튼은 거절한다. 또한 호튼에게 반감을 품은 것은 위커샴 형제들인데, 이들은 캥거루의 졸개인 원숭이 무리로 정글 주변에서 혼란을 야기하는 것을 좋아한다. 결국, 후족이 존재한다는 것을 믿지 않는 캥거루는 사악하지만 어리석은 독수리 블라드 블라디코프를 고용하여 강제로 먼지 알갱이를 없애려 한다.
몇 번의 실패한 시도 끝에 블라드는 호튼에게서 꽃을 훔쳐 동일한 분홍색 꽃들이 가득한 거대한 밭에 떨어뜨려 후빌에 대재앙적인 지진을 일으킨다. 하루 종일 꽃을 따려고 노력했지만 실패한 후, 호튼은 결국 꽃(정확히 3,000,000번째 꽃)을 되찾았고, 또한 대부분 살아남은 후빌의 나머지 주민들에게도 자신을 드러냈다. 캥거루는 결국 호튼이 아직 먼지 알갱이를 가지고 있다는 것을 알아내고, 블라드를 해고한 뒤, 위커샴 형제들과 누울의 다른 동물들을 선동하여 호튼을 붙잡는데, 호튼의 영향으로 자녀들이 혼란스러운 비행 청소년이 될 것이라는 두려움을 이용한다.
화난 폭도가 호튼에게 돌진하여 그를 궁지에 몰아넣자, 캥거루는 호튼에게 후빌의 존재를 부인할 마지막 기회를 준다. 호튼은 거절하고, 진심 어린 연설을 함에도 불구하고, 캥거루는 동물들에게 그를 밧줄로 묶어 우리에 가두고, 먼지 알갱이와 후빌을 끓는 벌꿀 기름 냄비에 넣어 파괴하라고 명령한다. 시장은 모든 주민들을 동원하여 소음을 내어 모든 동물들이 자신들이 실제로 거기에 있다는 것을 알게 하려 한다. 조조의 "심포노폰"이라는 거대한 음악적 기여를 창출하는 발명품의 도움을 받지만, 여전히 먼지 알갱이의 표면을 뚫지 못한다.
캥거루는 붙잡힌 호튼에게서 꽃을 빼앗아 냄비에 떨어뜨릴 준비를 한다. 한편, 조조는 호튼의 목소리를 증폭시키는 데 사용되는 뿔을 잡고 가장 높은 탑으로 달려가 "Yopp!"이라고 첫 단어를 외치며, 먼지 알갱이가 기름에 닿기 몇 초 전에 음파 장벽을 뚫고, 루디가 먼지 알갱이가 기름에 닿기 직전에 꽃을 제때 잡게 한다. 동물들이 후족의 소리를 듣자, 그들은 호튼을 풀어주고 캥거루가 자신들을 속인 것에 대해 배척한다. 루디는 캥거루의 주머니로 돌아오라는 요구를 무시하고 먼지 알갱이를 호튼에게 돌려준다.
그럼에도 불구하고, 호튼은 블라드 더 버니가 준 쿠키로 따돌림 당한 캥거루를 용서한다. 블라드 더 버니는 호튼과 누울의 동물들이 후빌을 누울 산으로 옮겨주면서 서로에게 "Can't Fight This Feeling"을 부르며 작별 인사를 하는 동안, 후빌을 위한 임시 우산을 제공한다. 그리고 누울 정글(그리고 지구 전체)은 우주에 떠다니는 수많은 다른 먼지 알갱이들처럼 그저 하나의 먼지 알갱이에 불과하다는 것이 밝혀진다.

## 한국판 성우진
- 차태현 - 호튼
- 유세윤 - 네드
- 최수민 - 루디
- 임은정 - 네드의 아내
- 서문석 - 모튼
- 이진화 - 네드의 비서
- 안경진 - 마리 박사
- 이종구 - 배심원장
- 조진숙 - 새
- 정승욱 - 원숭이
- 류다무현 - 치과 의사
- 박조호 - 까마귀